# استل موسلی
استل موسلی (فرانسوی: Estelle Mossely‎؛ زادهٔ ۱۹ اوت ۱۹۹۲) بوکسور اهل فرانسه است.
وی همچنین برندهٔ جوایزی همچون لژیون دونور (شوالیه) شده‌است.